# شاول کریک (آلاباما)
شاول کریک (به انگلیسی: Shoal Creek) شهرکی در شهرستان شلبی ایالت آلاباما است که مساحت آن ۱۳٫۷۳ کیلومترمربع است و در سرشماری سال ۲۰۱۰ میلادی، ۱٬۴۰۰ نفر جمعیت داشته و تراکم جمعیتی آن، ۱۰۱٫۹۷ در کیلومترمربع بوده است.